# VW Passat B2
Der Volkswagen Passat B2 ist die zweite Generation des Mittelklasse-Pkw Passat des Herstellers Volkswagen. Er löste im Oktober 1980 den Passat B1 ab. Im Februar 1981 kamen die besonders in Deutschland populäre Kombivariante, der Passat Variant, sowie die dreitürige Schräghecklimousine auf den Markt. Im September 1981 stellte VW dem Passat die besser ausgestattete Stufenheckvariante Santana zur Seite. Im Frühjahr 1988 wurde der Passat B2 in Deutschland vom Passat B3 abgelöst.

## Modellgeschichte

### Allgemeines
Der Passat B2 (intern Typ 32B) folgte im Wesentlichen dem technischen Konzept des B1. Die zweite Generation des Passat wuchs gegenüber dem Vorgänger B1 deutlich in den Außenabmessungen: Er übertrifft als Kombi den Vorgänger in der Länge um fast 30 Zentimeter, in der Breite um sieben Zentimeter. Neu war auch die Verbundlenkerhinterachse mit Feder-Dämpfer-Einheiten und „spurkorrigierenden“ Gummilagern, die unter Seitenkrafteinfluss in Längsrichtung härter wurden.
Im August 1982 präsentierte Volkswagen einen Dieselmotor mit Abgasturbolader. Im April 1984 kam der allradangetriebene Passat Variant Syncro hinzu.

### Karosserievarianten
Die am weitesten verbreitete Variante ist der fünftürige Kombi (Verkaufsbezeichnung Variant). Außerdem gab es den Passat drei- und fünftürig mit Fließheck und die Stufenhecklimousine Santana.
Passat und Santana (in den USA wurde der Santana unter dem Namen „Quantum“ vertrieben) unterscheiden sich auch an der Front. Der Passat hat Nebelscheinwerfer bzw. den Eindruck von Scheinwerfern erweckende Zierblenden neben den Hauptscheinwerfern und die Blinker in der Stoßstange. Der Santana hat einteilige Scheinwerfer. Die Blinker, generell mit weißen Deckgläsern, sind daneben in den Kotflügelecken.

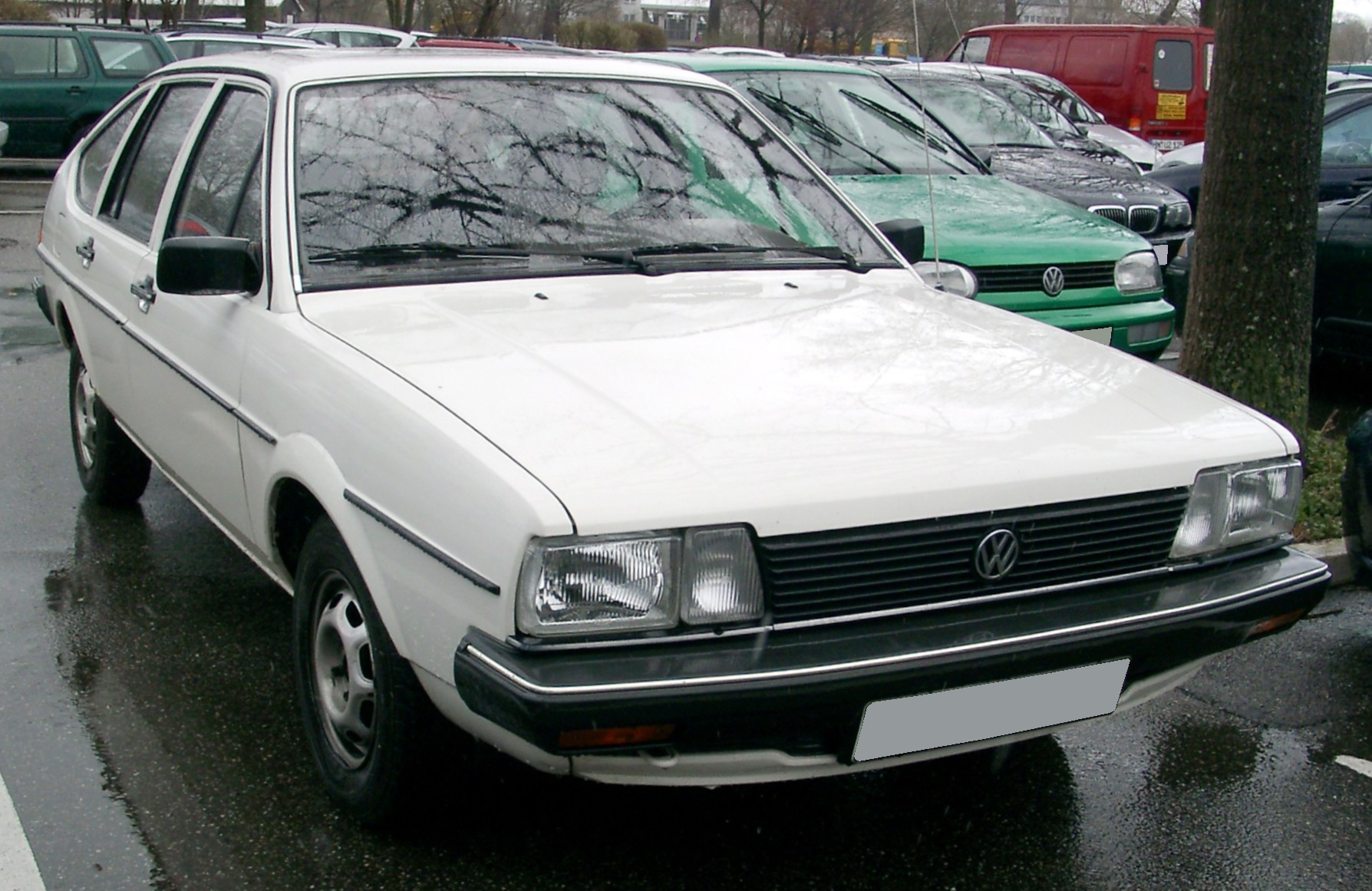
VW Passat GL (1980–1985)
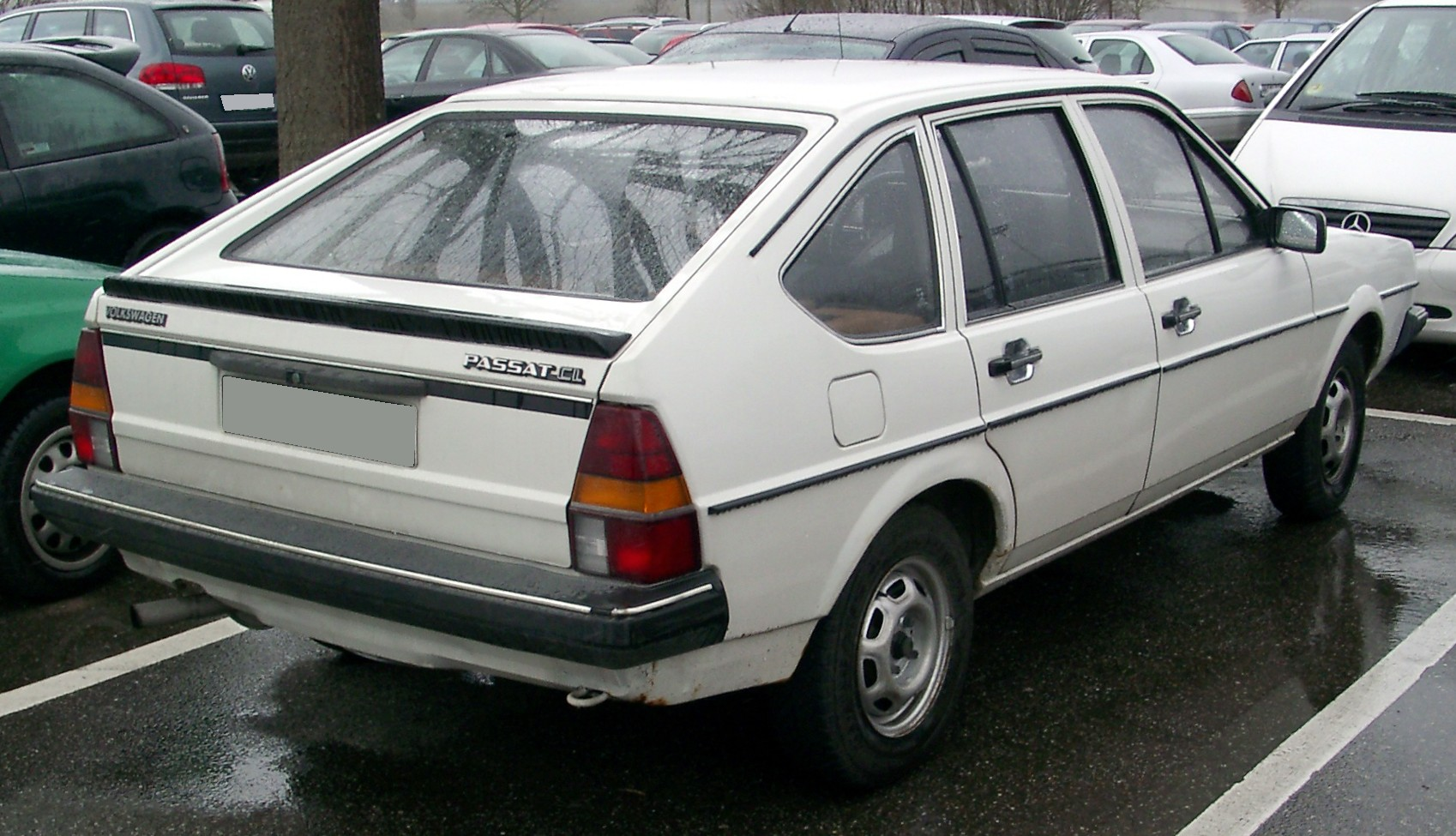
Heckansicht
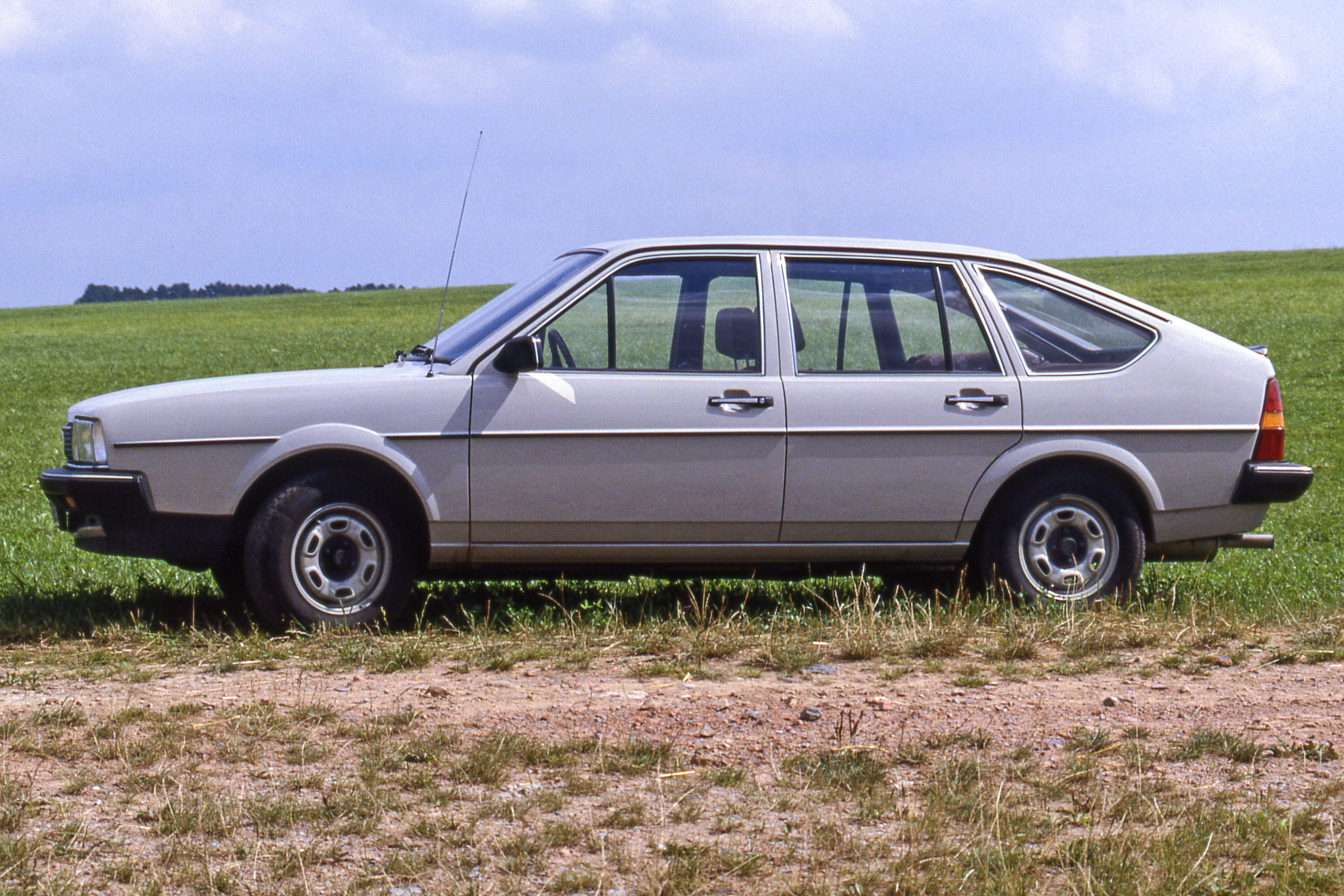
Seitenansicht
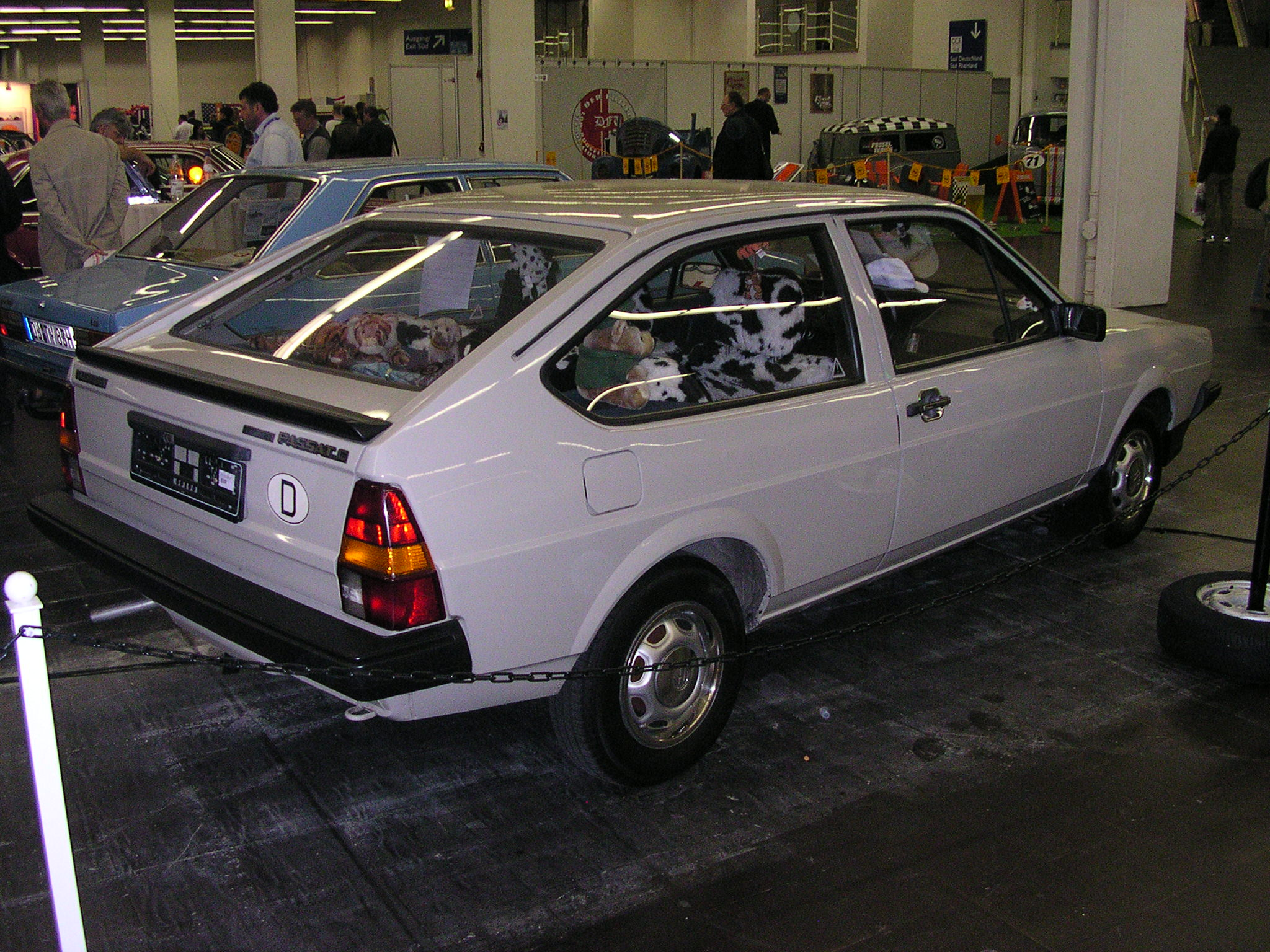
VW Passat Dreitürer (1981–1985)
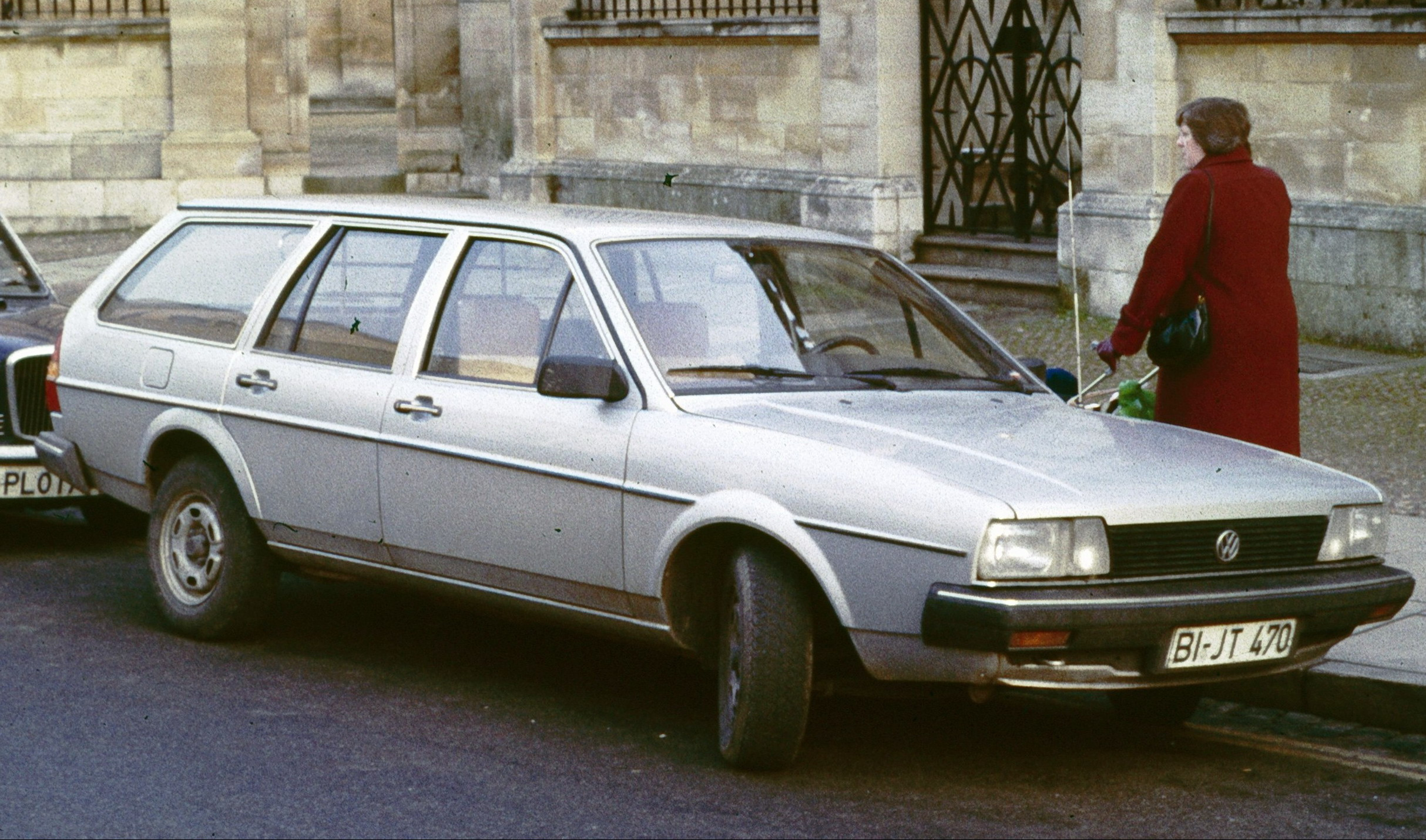
VW Passat Variant (1981–1985)
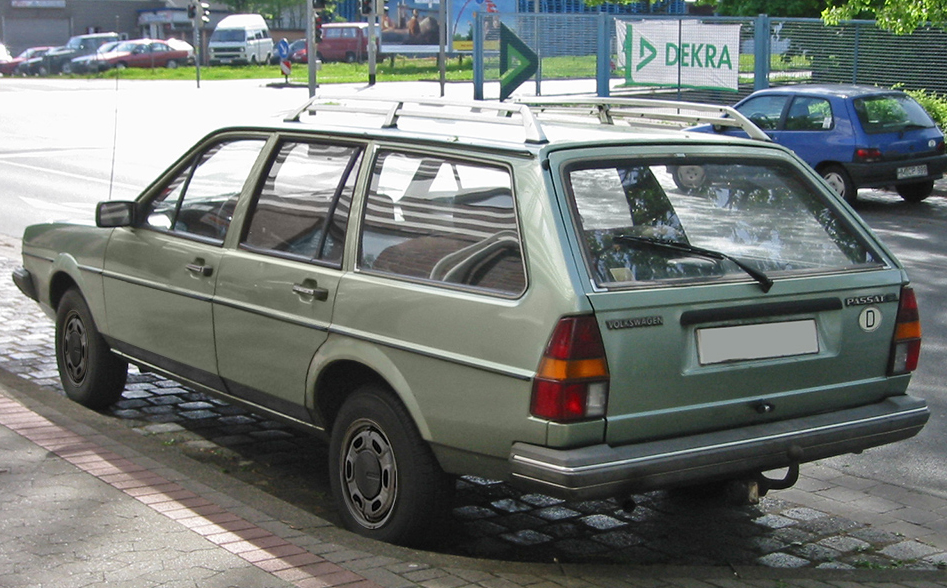
Heckansicht
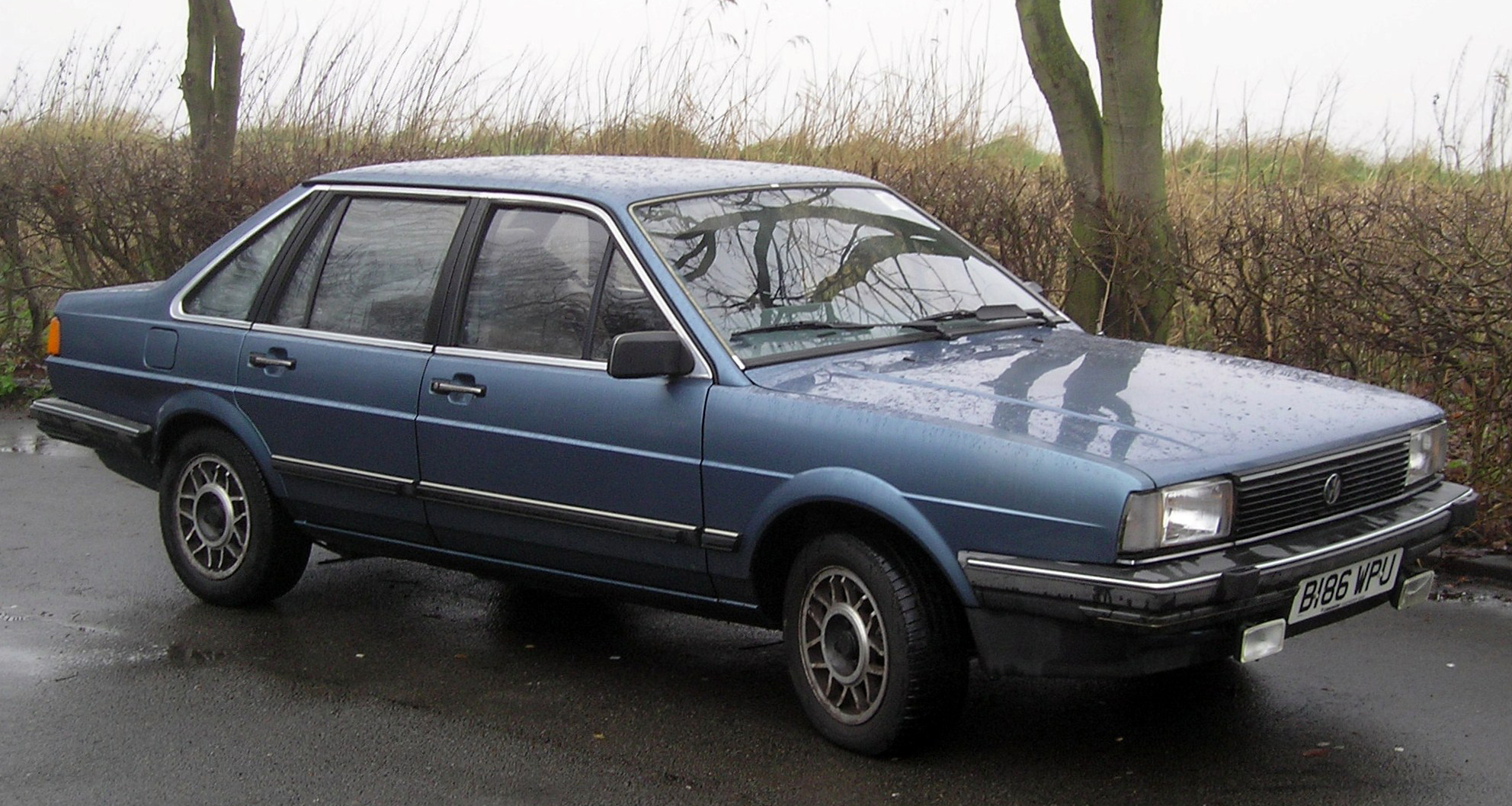
VW Santana (1981–1984)
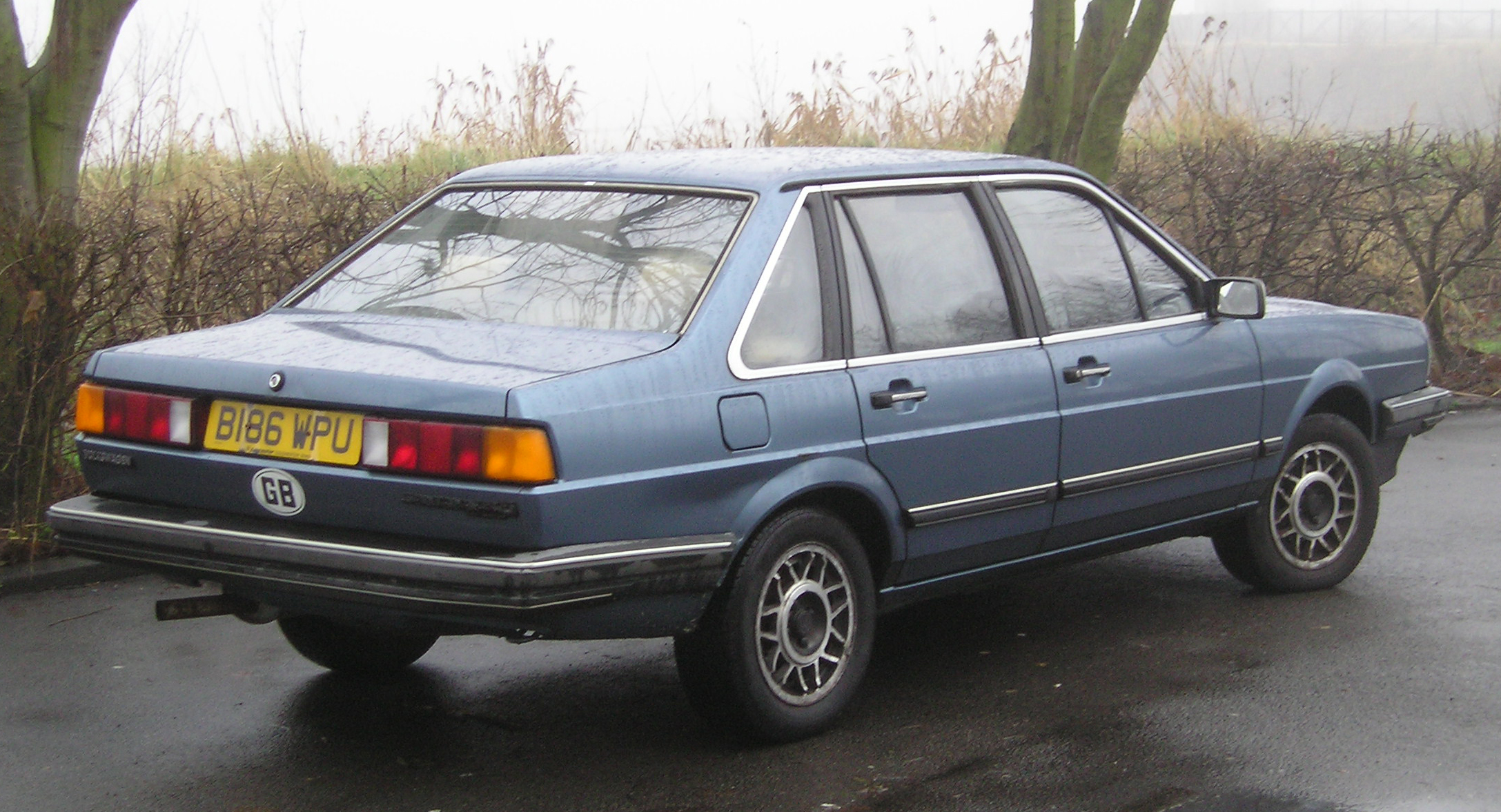
Heckansicht

### Modellpflege
Im Januar 1985 nahm VW ein Facelift am Passat vor, das überarbeitete Stoßfänger, eine modernisierte Innenausstattung und einen neu gestalteten Kühlergrill umfasste. Die Fließheckversionen wurden ebenfalls überarbeitet und bekamen ein neues Heckdesign mit breiten und flachen Rückleuchten, die die zuvor hohen und schmalen Einheiten ersetzten. Ergänzt wurde das Design durch einen kleinen, integrierten Heckspoiler und eine bündig montierte Heckscheibe, die den Luftwiderstand senkte und für ein aufgeräumteres Erscheinungsbild sorgte. Zu den Kennzeichen dieser Überarbeitung gehören voluminösere, um die Ecken bis zu den Radkästen geführte Stoßfänger und ein gröber verrippter Frontgrill. Ferner wurden Retuschen an den Nebelscheinwerfern und im Innenraum vorgenommen und es gab neue Rückleuchten am Fließheck sowie eine eingeklebte statt einer mit Gummi befestigten Heckscheibe. Die dreitürige Limousine entfiel. Außerdem wurde der Santana zum Passat (Stufenheck) umbenannt und erhielt auch dessen Front.
Das dreitürige Fließheckmodell wurde eingestellt, während das separate Santana-Typenschild in Europa entfiel. Die Limousine übernahm nun sowohl die Frontpartie als auch den Namen der Fließheck- und Kombimodelle. Gleichzeitig wurde die zuvor geringe Preisdifferenz zur Limousine abgeschafft. Mit dem Facelift wurde der Passat GT als neues Modell eingeführt, das als Liftback und Kombi erhältlich war. Der Variant wurde erstmals auch mit dem kleinsten 1,3-Liter-Motor angeboten.
Der Passat Variant Syncro, der anfangs noch im Design vor dem Facelift produziert wurde, erhielt nach einigen Produktionsmonaten ebenfalls die aktualisierte Optik. Zudem wurden seine Ausstattung und das Erscheinungsbild an die GT-Ausstattung angeglichen, einschließlich serienmäßiger Leichtmetallfelgen. Alle Fünfzylinder-Modelle der Baureihe wurden mit einer Servolenkung ausgestattet, um die Auswirkungen des höheren Fahrzeuggewichts durch den größeren Motor zu kompensieren.
Trotz einiger Verbesserungen blieb die Ausstattung für damalige Verhältnisse vergleichsweise einfach. So erhielt beispielsweise der Mittelklasse-Passat CL Kontrollleuchten für die Feststellbremse und den Bremsflüssigkeitsstand, während diese im Basismodell Passat C weiterhin nicht vorhanden waren.
Im August 1985 wurde eine Variante des 2,2-Liter-Fünfzylinder-Syncro mit Katalysator eingeführt, die eine Leistung von 88 kW (120 PS) bot. Im Januar 1986 wurde das Syncro-Programm um ein C-Modell erweitert, das mit einem katalysierten 1,8-Liter-Vierzylindermotor mit 66 kW (90 PS) ausgestattet war. 

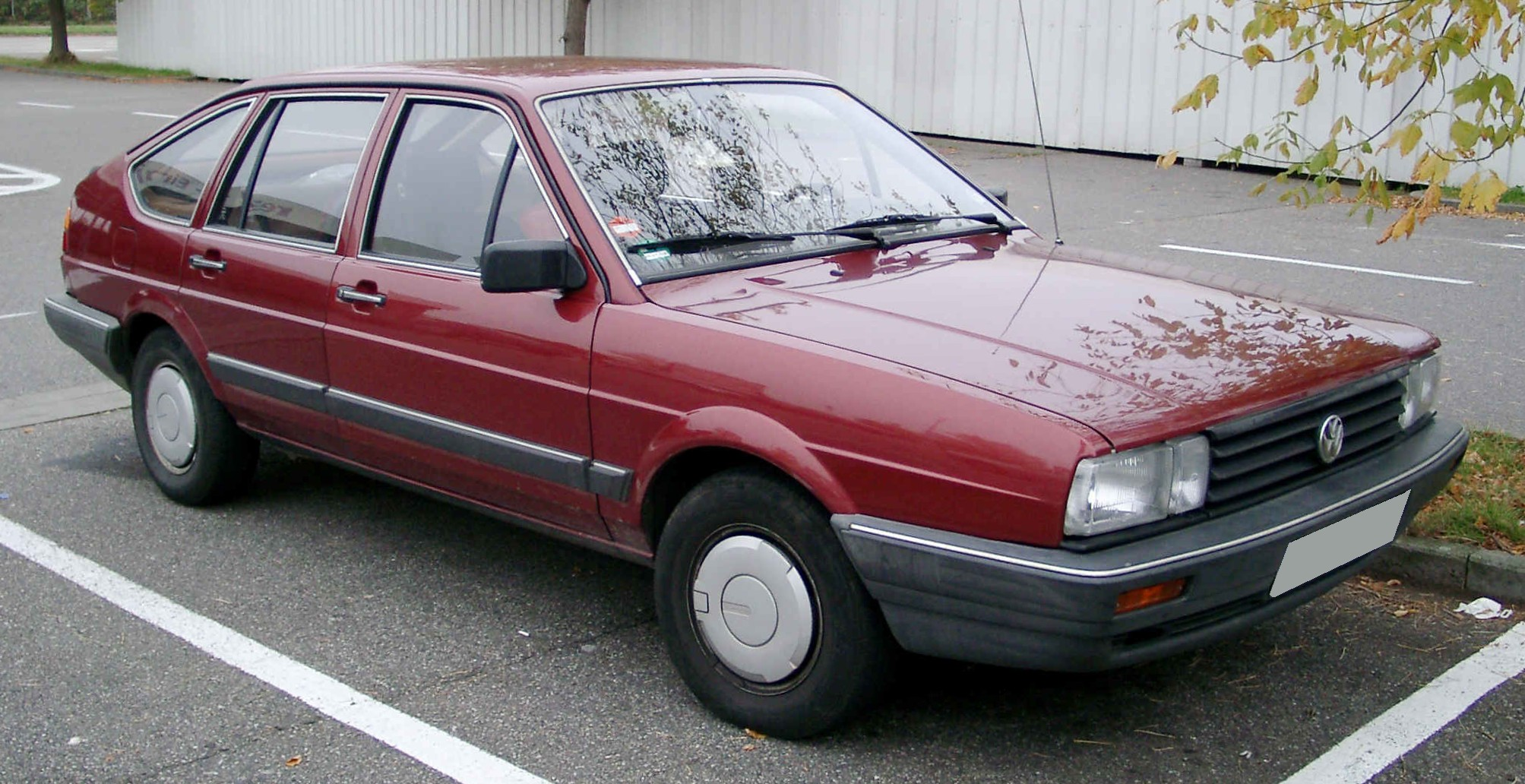
VW Passat Schrägheck (1985–1988)
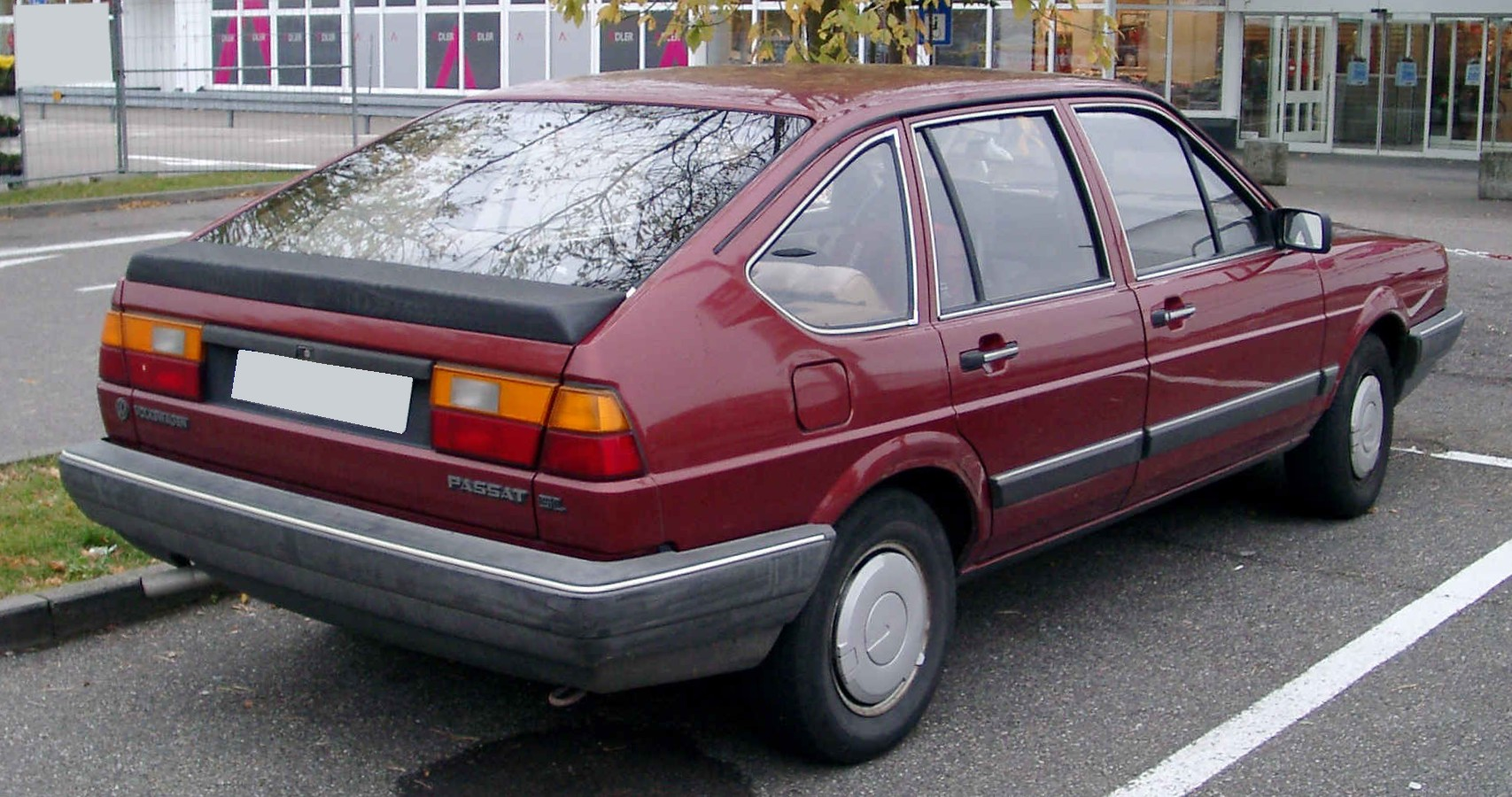
Heckansicht
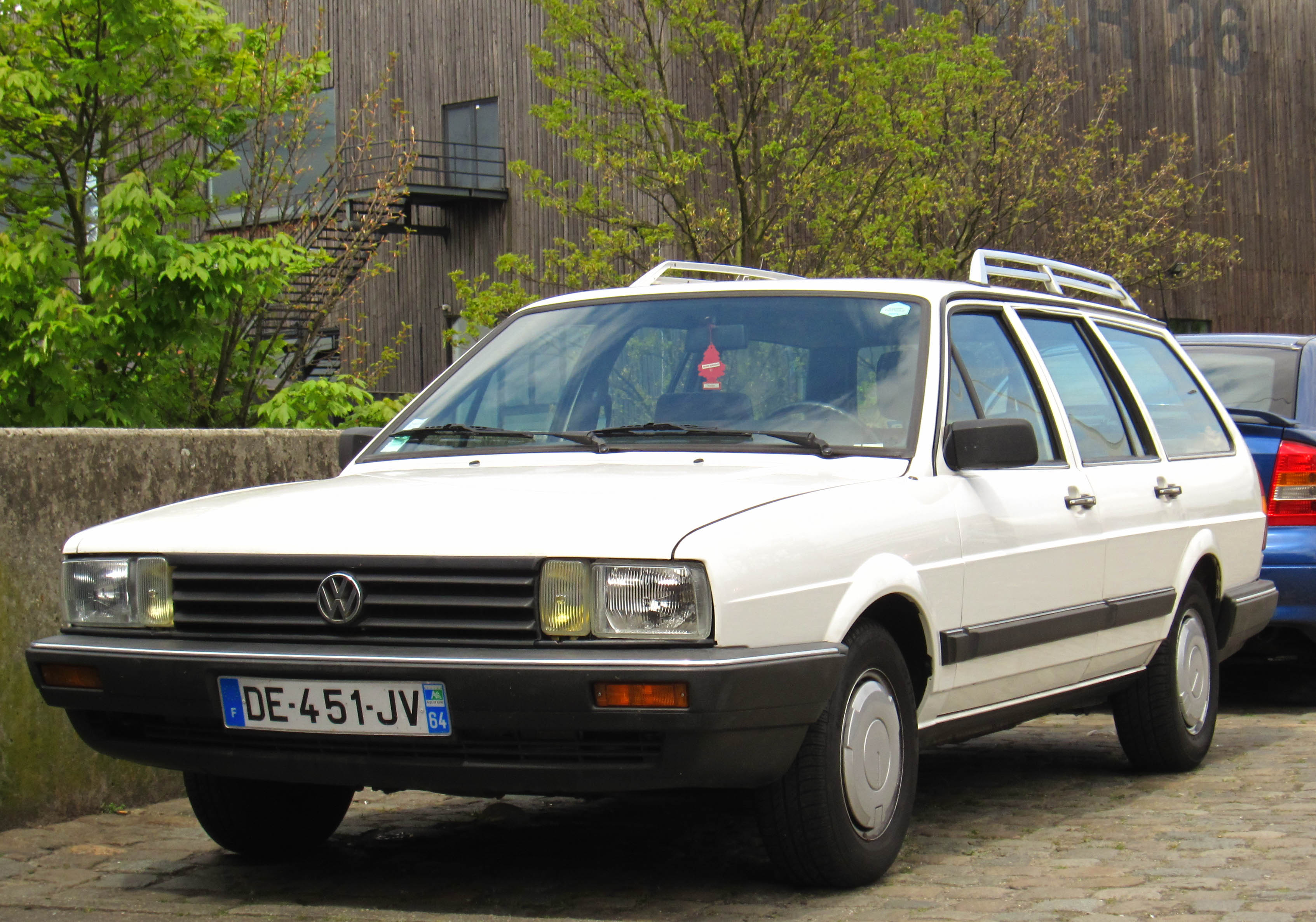
VW Passat Variant 1.8 GL
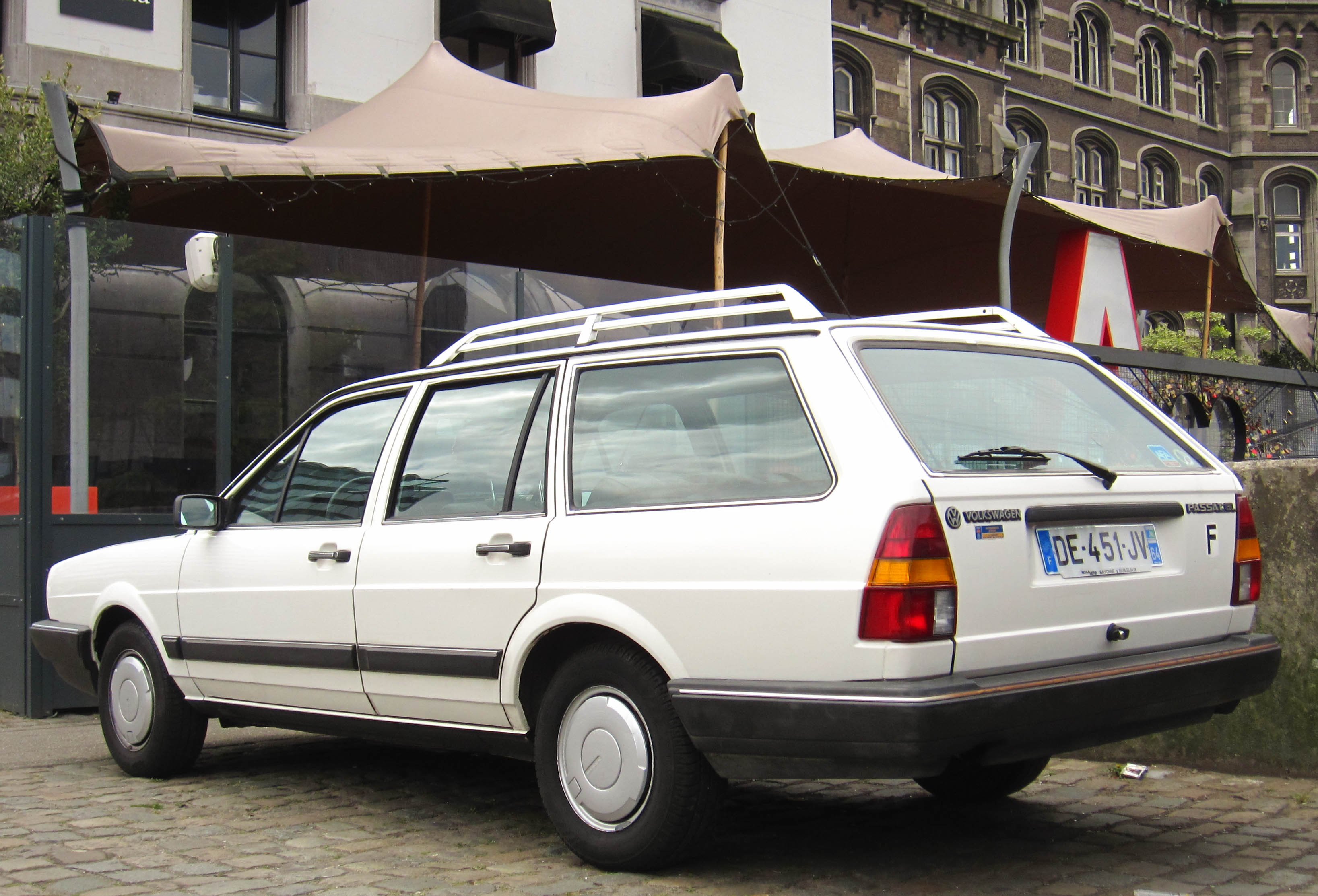
Heckansicht
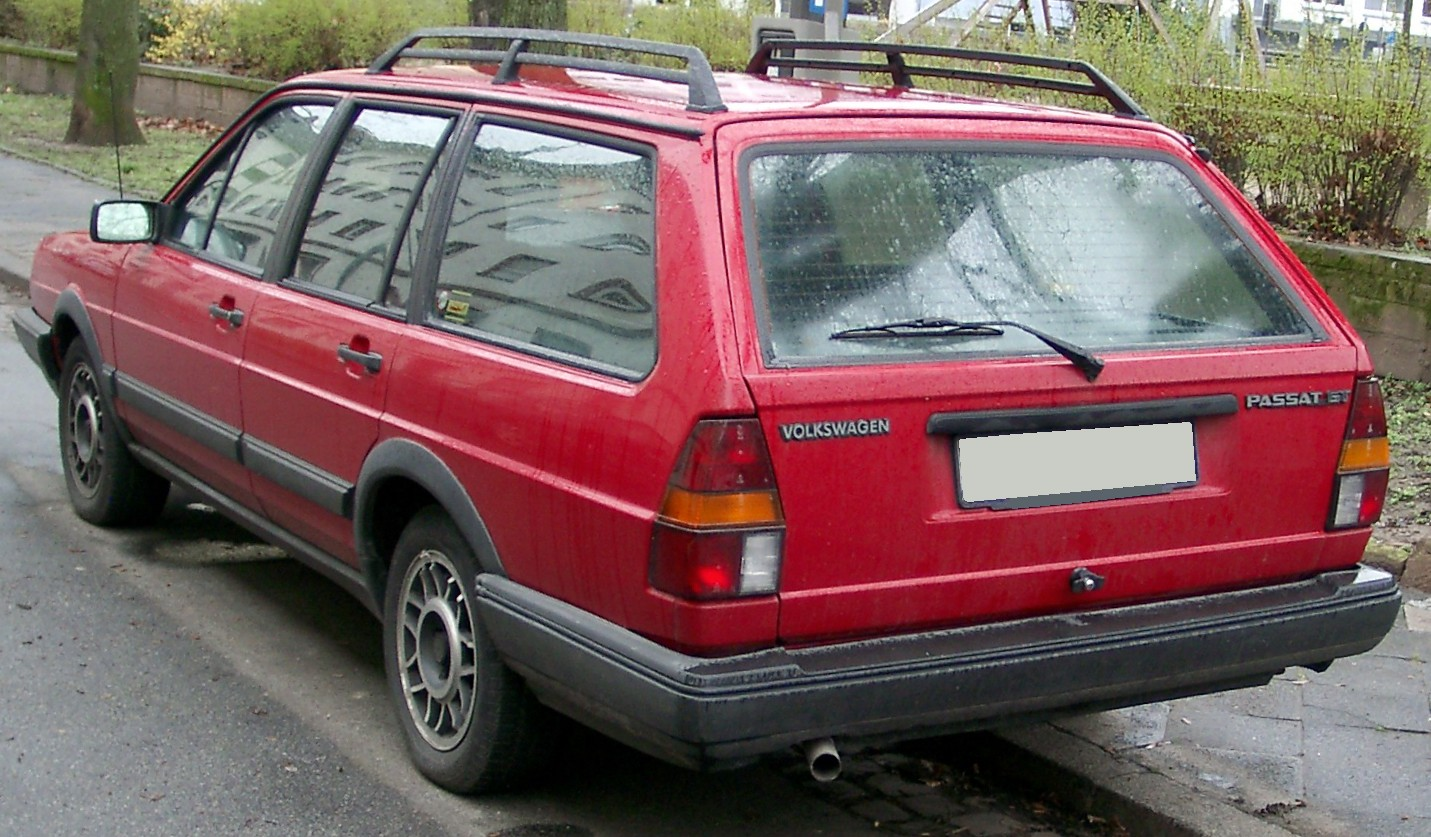
VW Passat Variant GT Heckansicht
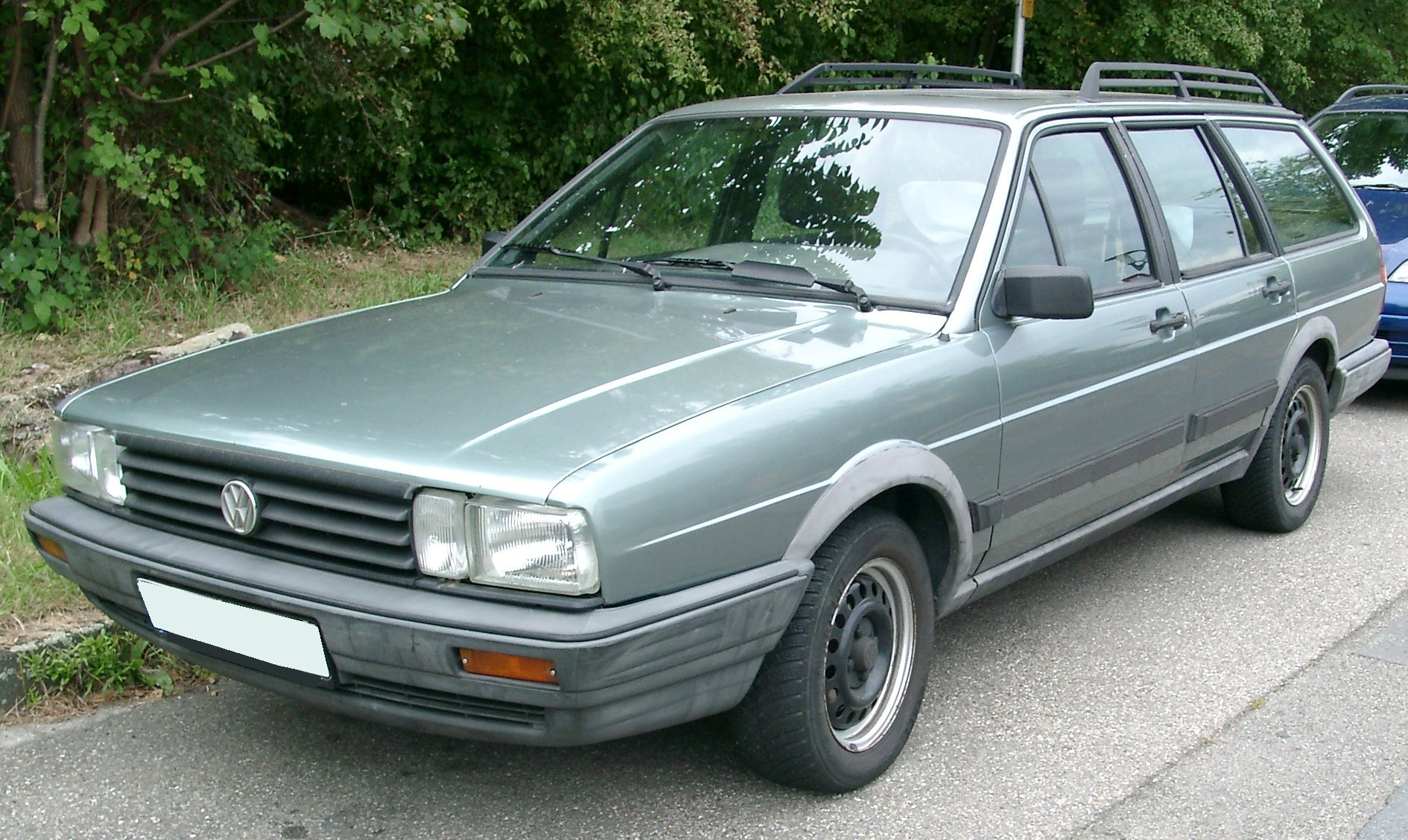
VW Passat Variant Syncro (1985–1988)
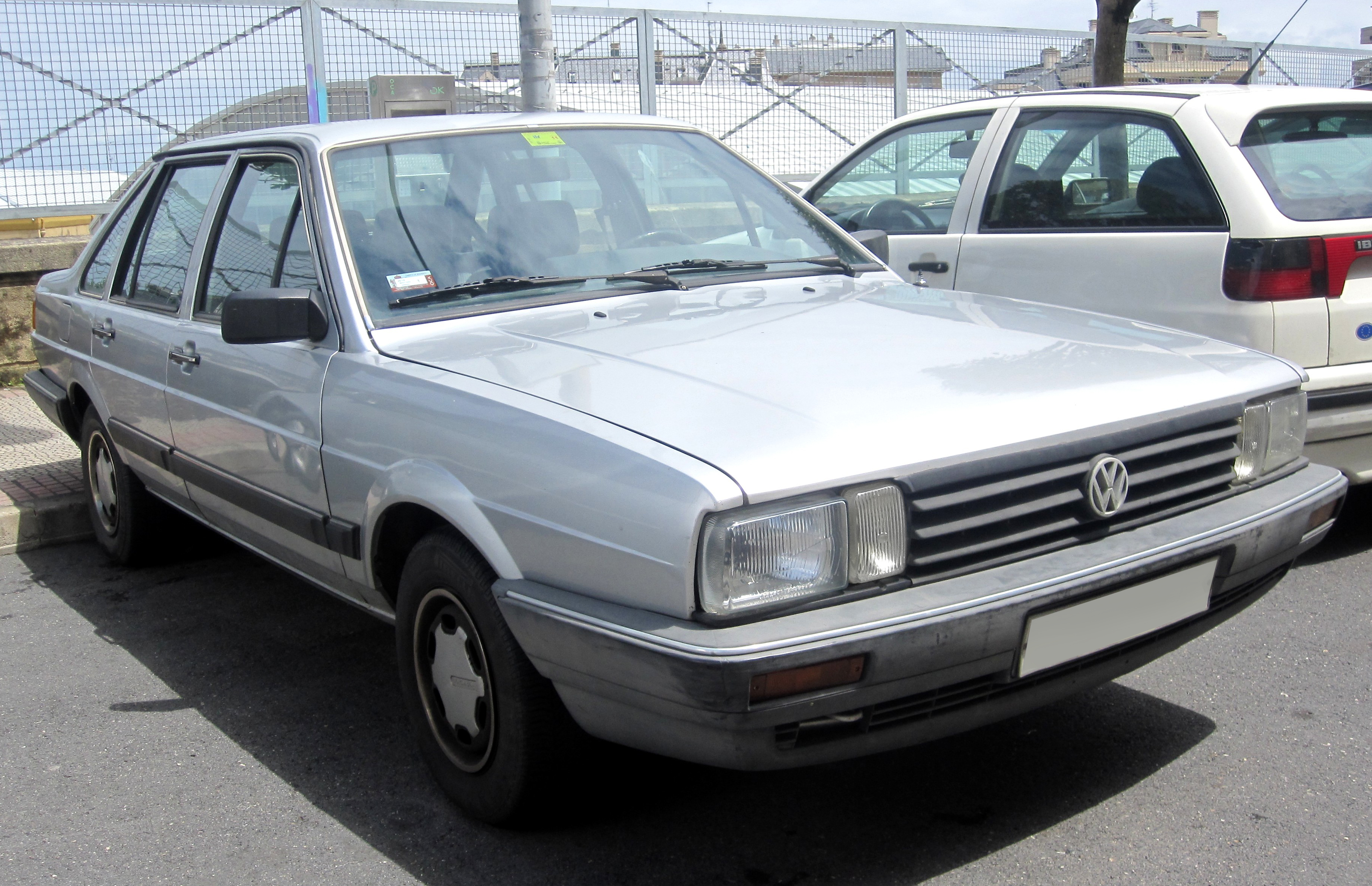
VW Passat Stufenheck (1985–1988)
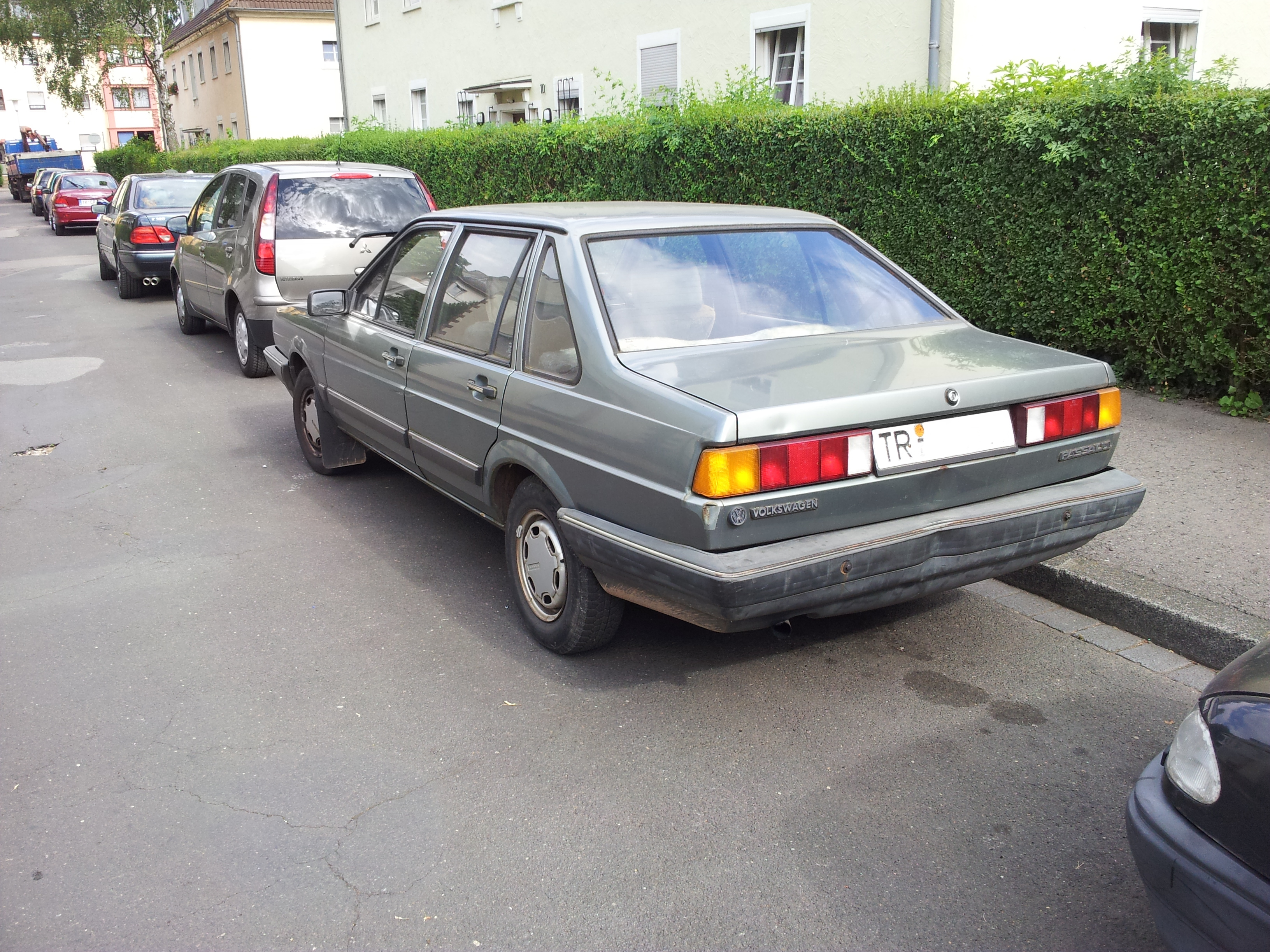
Heckansicht

Am 31. März 1988 kam das Produktionsende, wobei die Allrad-Variante (Syncro) noch bis Juli 1988 vom Band lief.
Mit 3.345.248 in Deutschland und insgesamt über 4,5 Millionen hergestellten Fahrzeugen ist der Passat B2 ein erfolgreich verkauftes Auto. Gebaut wurden die in Deutschland verkauften Modelle in den VW-Werken Emden und Brüssel.

### Motorvarianten und Technik
Zum Start bestand die Motorenpalette aus den folgenden längs eingebauten Aggregaten: Drei Vierzylinder-Ottomotoren mit 1,3 Litern 40 kW (55 PS) bzw. 1,6 Litern Hubraum 55 kW sowie 63 kW (75 PS sowie 85 PS), einen Fünfzylinder-Ottomotor mit 1,9 Litern Hubraum 85 kW (115 PS) und einen 1,6-Liter-Diesel mit 40 kW (54 PS). Anfangs wurde mit dem 55 kW (75 PS) starken 1,6-Liter-Motor auch die Variante Formel E (Economy) angeboten. Sie hatte, neben dem „4+E-Getriebe“ mit lang übersetztem 5. Gang, aerodynamische Maßnahmen zur Senkung des Luftwiderstandes sowie optimierte Reifen mit niedrigem Rollwiderstand. Mit dem Vorläufer eines Stopp-Start-Systems konnte der Kraftstoffverbrauch zusätzlich gesenkt werden: Im Wischerhebel war eine Taste angebracht, über die der Fahrer den Motor abstellen konnte. Angelassen wurde er danach durch Druck auf das Gaspedal bei getretener Kupplung.
Der VW Passat B2 war mit einem herkömmlichen Vierganggetriebe oder dem „4+E-Getriebe“ mit fünftem Gang (E-Gang) erhältlich, der den Kraftstoffverbrauch senken sollte. Der fünfte Gang war als „Schongang“ länger übersetzt als üblich. Die Höchstgeschwindigkeit wurde im vierten Gang erreicht; dafür sank bei Autobahnfahrten im fünften Gang der Verbrauch wegen der geringeren Motordrehzahl, was auch eine Reduzierung der Motorgeräusche mit sich brachte. Die Basismotoren bis 1,3 l waren VW-Konstruktionen; die Motoren ab 51 kW (70 PS) stammten von Audi (Motorbaureihen EA827 und EA828).

### Syncro
Die Version mit Allradantrieb (Typ 32B-299) wurde im Herbst 1984 unter der Bezeichnung Syncro vorgestellt. Sie basiert auf dem Quattro-System von Audi und der zur IAA 1983 vorgestellten Studie Passat Variant Tetra.
Die Bodengruppe des Passat syncro ist anders gestaltet als die der Frontantriebs-Versionen. Der Mitteltunnel wurde vergrößert, um Platz für die Kardanwelle zu schaffen. Im Heck verschwand die Reserveradmulde, weil für den nach hinten gerückten Tank und die aufwendige Hinterachse mit Hilfsrahmen, Schräglenkern und Differentialaufnahme Platz gebraucht wurde.
Das Reserverad, hier aus Platzgründen nur ein schmales Notrad, stand nun seitlich links unter einer Abdeckung im Kofferraum. Es wurden über ein sperrbares Mitteldifferential permanent alle vier Räder angetrieben, mit einer Drehmomentverteilung von 50 % vorn und 50 % hinten bei ungesperrtem Mitteldifferential. Das Heckdifferenzial war ebenfalls sperrbar. Die Syncro-Modelle gab es nur als Variant, zunächst ausschließlich mit GT-Ausstattung und den 5-Zylinder-Motoren 2,0 l/85 kW (115 PS) und 2,2 l/88 kW (120 PS) mit Katalysator, ab 1985 auch in der Basisversion C mit 1,8 l/66 kW (90 PS) Vergaser und mit Katalysator und Benzineinspritzung.

### Sondermodelle
Es wurden verschiedene Sondermodelle angeboten, die auf einer Grundausstattung mit eingeschränkter Farbwahl basierten und eine Vielzahl von Sonderausstattungen zu einem im Vergleich günstigeren Preis boten.
Beispiele sind Tramp, Trophy, Trend, TA-Passat, Topic, Carat, Arena.

### Forschungsfahrzeug IRVW II

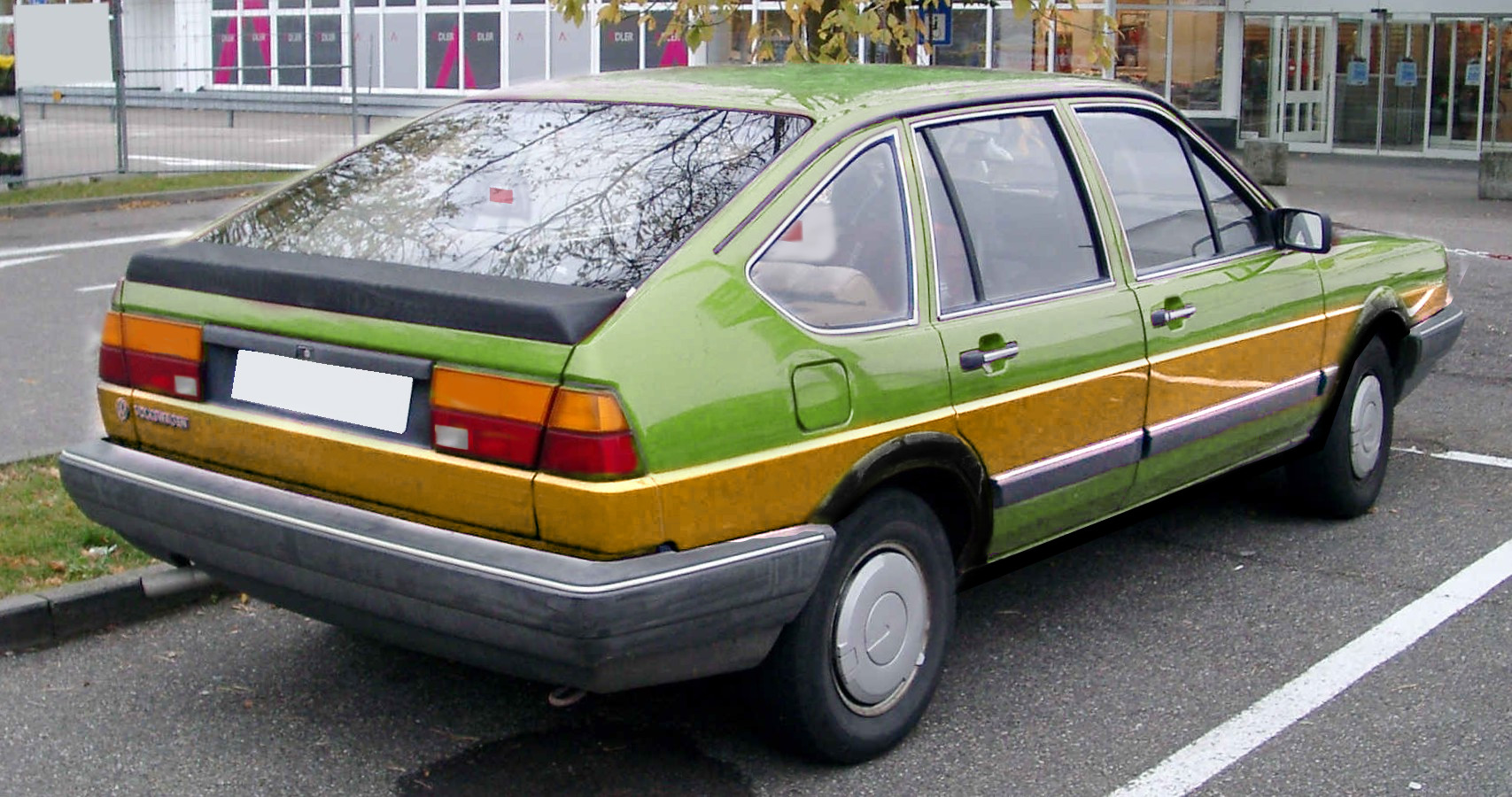
IRVW II (rekonstruiertes Bild)

Das Forschungsfahrzeug IRVW II („Integrated Research Volkswagen“) wurde auf Basis des Passat B2 unter Ulrich Seiffert und Ernst Fiala entwickelt. Es hatte 997 kg Leergewicht und 160 km/h Höchstgeschwindigkeit.
Das Loslassen des Gaspedals führte zum Abschalten des 1,3-l-Motors und das Fahrzeug ging automatisch ins Segeln über. Mit dem Betätigen des Gaspedals wurde der Motor automatisch wieder gestartet. Je nach Straßenverlauf konnte bis zur Hälfte der Strecke im Segeln zurückgelegt werden. Nachdem in den gesetzlichen Bestimmungen über Verbrauch und Besteuerung das Segeln nicht berücksichtigt worden war, ging die automatische Motorabschaltung nicht in Serie. Ihre Mehrkosten am Neuwagen wären bei durchschnittlichem Gebrauch nach zwei Jahren durch eingespartes Benzin amortisiert gewesen. Nach der zweiten Ölkrise stand das Konzept Formel E für Energieeinsparung und erweiterte die Ausstattung des IRVW II. Die grüne Leuchte mit Pfeil nach oben im Cockpit stand für die Hochschaltempfehlung, welche je nach Motorisierung und Ausstattungsvariante neben der Verbrauchsanzeige seit Produktionsbeginn des Passat B2 Einzug in die Serienmodelle fand. Diesen Indikator setzte Ford in den 2000er Jahren in Serie ein, heute ist er nahezu in jedem Diesel mit Schaltgetriebe. Im E-Gang, der damals bei Pkw neu eingebaute langübersetzte fünfte Gang in Schaltgetrieben, wurde eine Absenkung der Drehzahl erreicht, aber auf der Ebene keine höhere Geschwindigkeit, was der Motorisierung in Verbindung mit dem Gegenwind bei dieser Geschwindigkeit geschuldet war. Ein Ecometer zeigte im E-Gang den Verbrauch in Litern pro 100 km an.

### Studie „Electronic“

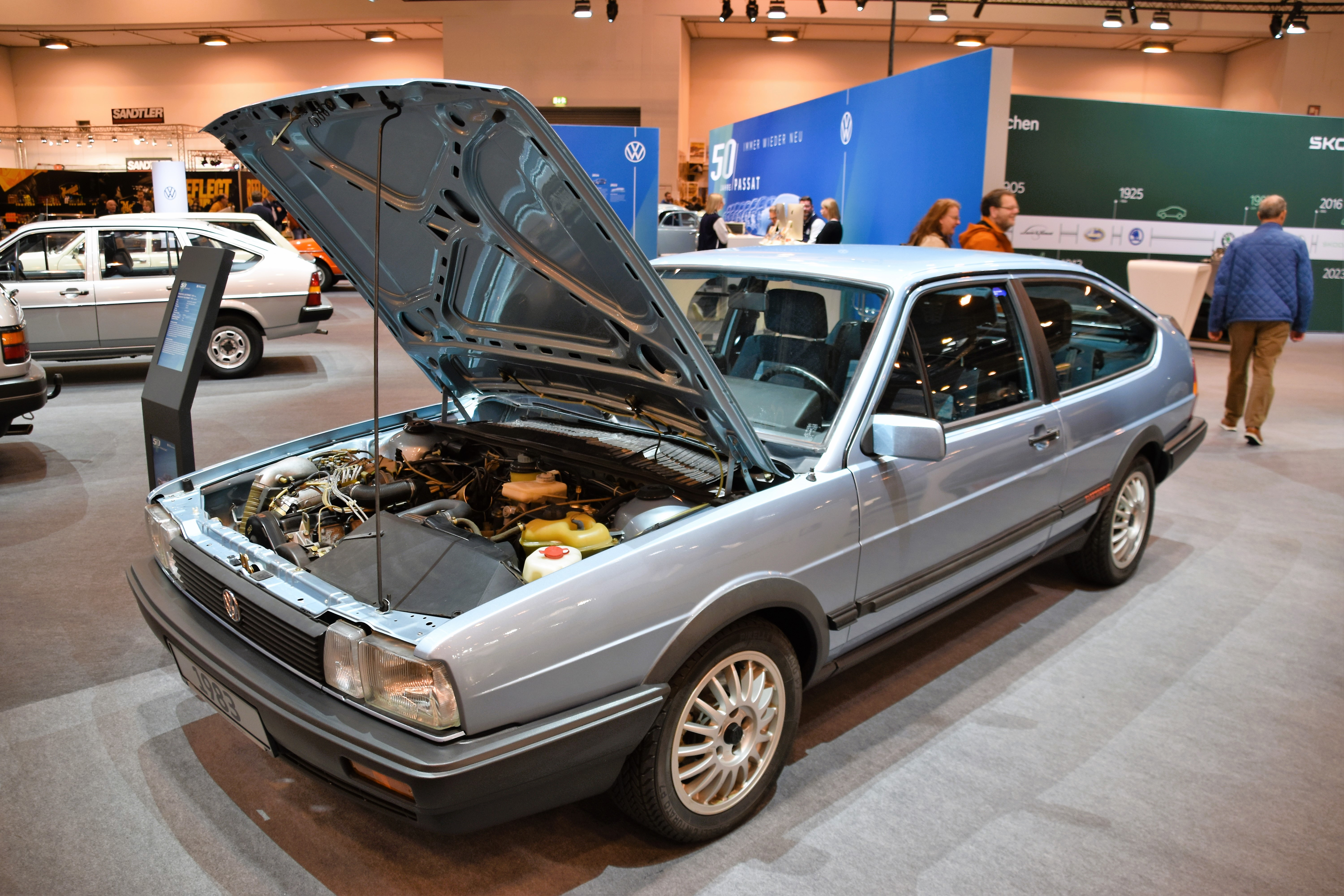
Volkswagen Passat 'Electronic' Studie (1983)

Anlässlich der Internationalen Automobil-Ausstellung 1983 in Frankfurt wurde die Studie „Electronic“ präsentiert. Merkmale waren der Allradantrieb mit ABS, 2,2-l-Fünfzylinder-Turbomotor mit 147 kW (200 PS) aus dem Audi Urquattro, Sportsitze mit Lordosenstütze und Gurtvorholer, elektrische Leuchtweitenregulierung, stufenloses Abblenden, Tempomat, beheizte Scheibenwaschdüsen sowie elektrische Fensterheber mit Sicherheitsautomatik.

### Export- und Auslandsmodelle
Auch im Ausland war der Passat B2 beliebt, die Verkaufsbezeichnung des Variant in den USA lautete Volkswagen Quantum, in Mexiko Volkswagen Corsar, in Argentinien Volkswagen Carat. In Brasilien wurde der Passat als Santana bzw. Quantum (Variant) verkauft (hier gab es auch die einzige zweitürige Version des Santana), aber auch mit leichten Karosserieänderungen unter der Marke Ford als Ford Versailles (Stufenheck) oder Ford Royale (Kombi) verkauft. Der Ford Royale war auch als zweitüriger Kombi erhältlich. Somit wurden vom B2 sechs verschiedene Grundkarosserieformen produziert. In China wurde die Variant- und Stufenheckversion noch bis Dezember 2014 ebenfalls als Santana produziert.
Im Laufe der Jahre wurden bei allen nach 1992 in Südamerika hergestellten Versionen Änderungen an der Technik und am Erscheinungsbild vorgenommen, so dass sie zum Schluss dem ab Ende 1993 in Deutschland produzierten B4 ähnelten. In China wurde auch eine Version des stark geänderten brasilianischen Santana mit längerem Radstand hergestellt, wobei der Bereich zwischen B- und C-Säule verlängert wurde. Diese Version nennt sich Santana 2000 (bis Februar 2003), Santana 3000 (ab März 2003) und Santana Vista (ab Ende 2007). Das Modell wurde bis 2013 produziert und erhielt dann einen speziell für den chinesischen Markt entwickelten Nachfolger.

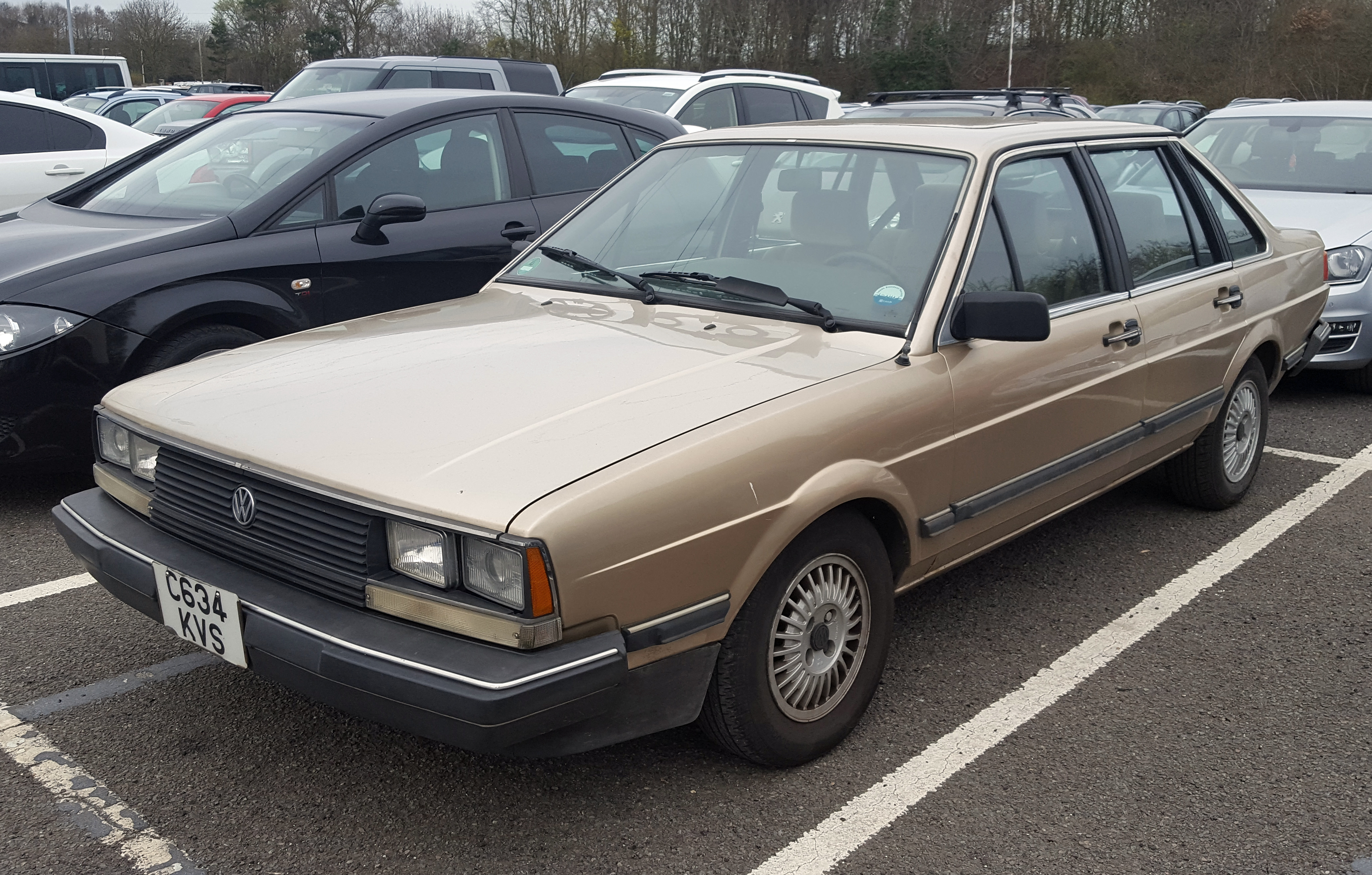
VW Quantum (1981–1985)
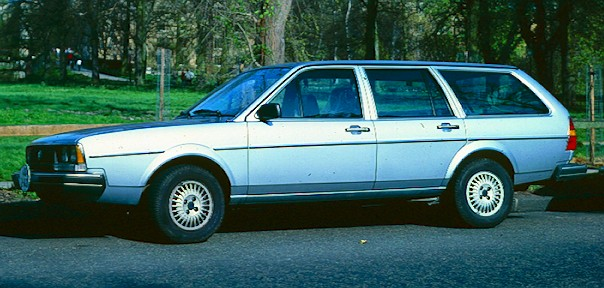
VW Quantum (1981–1985)
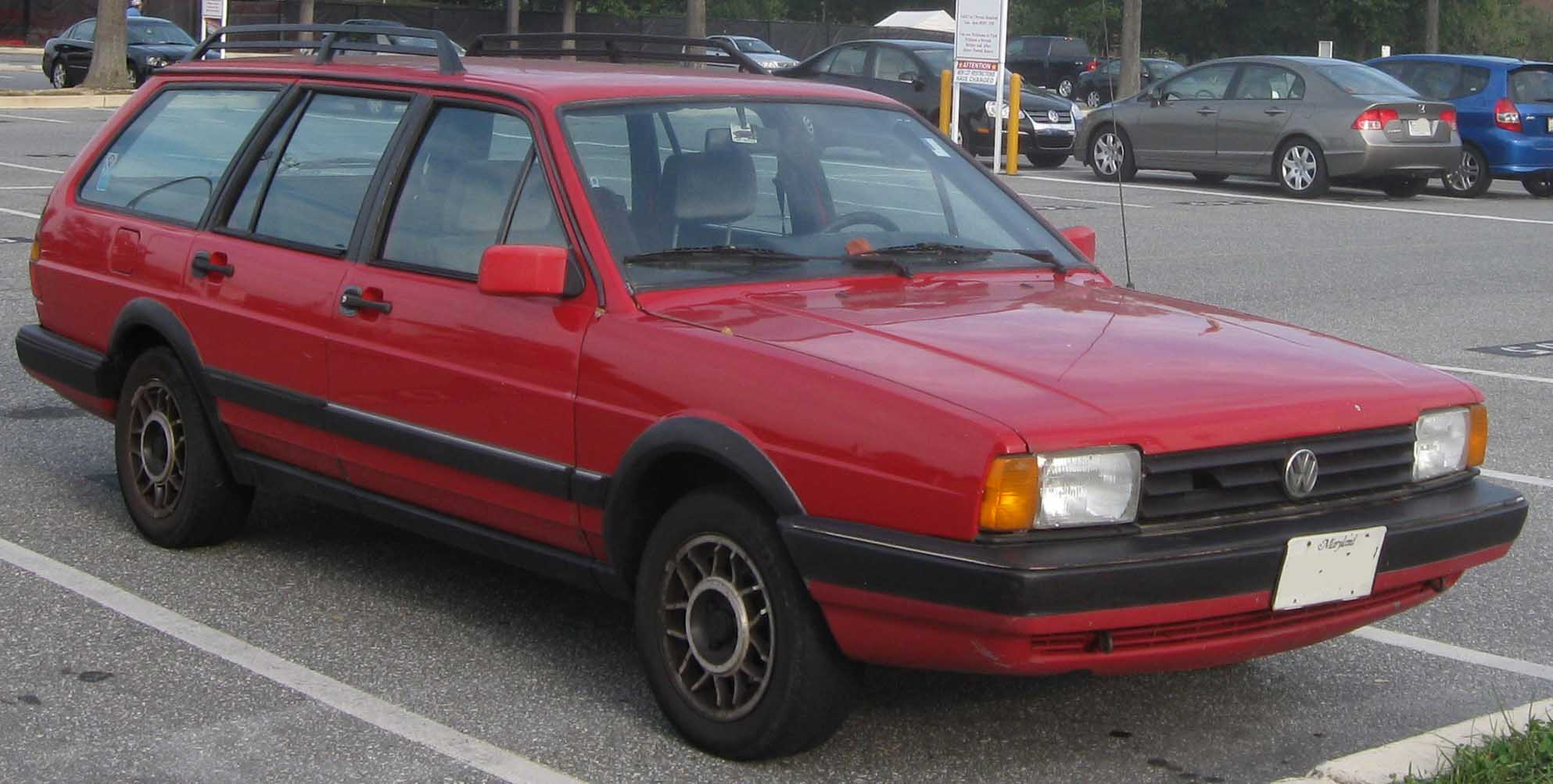
VW Quantum (1985–1988)
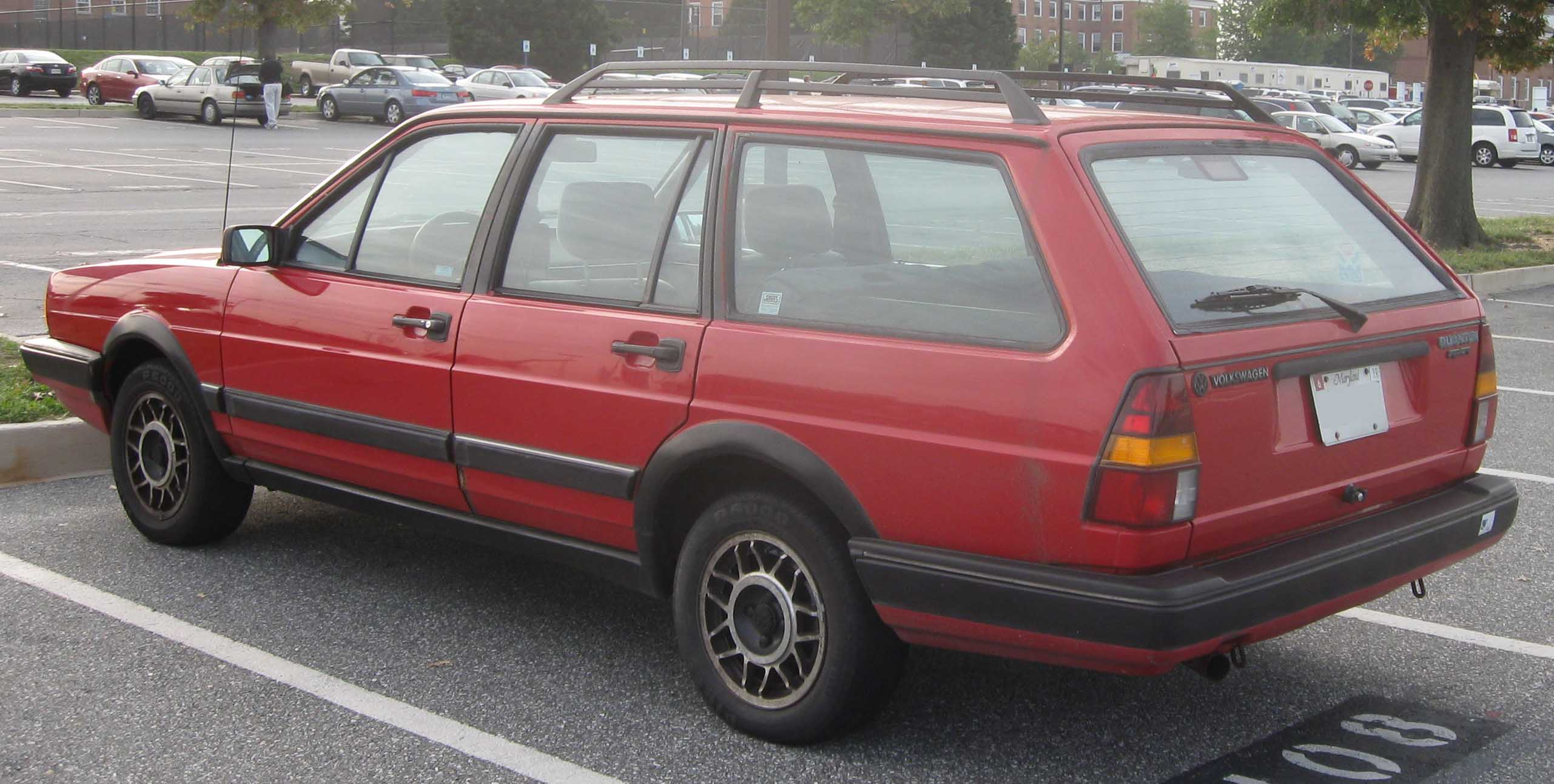
Heckansicht
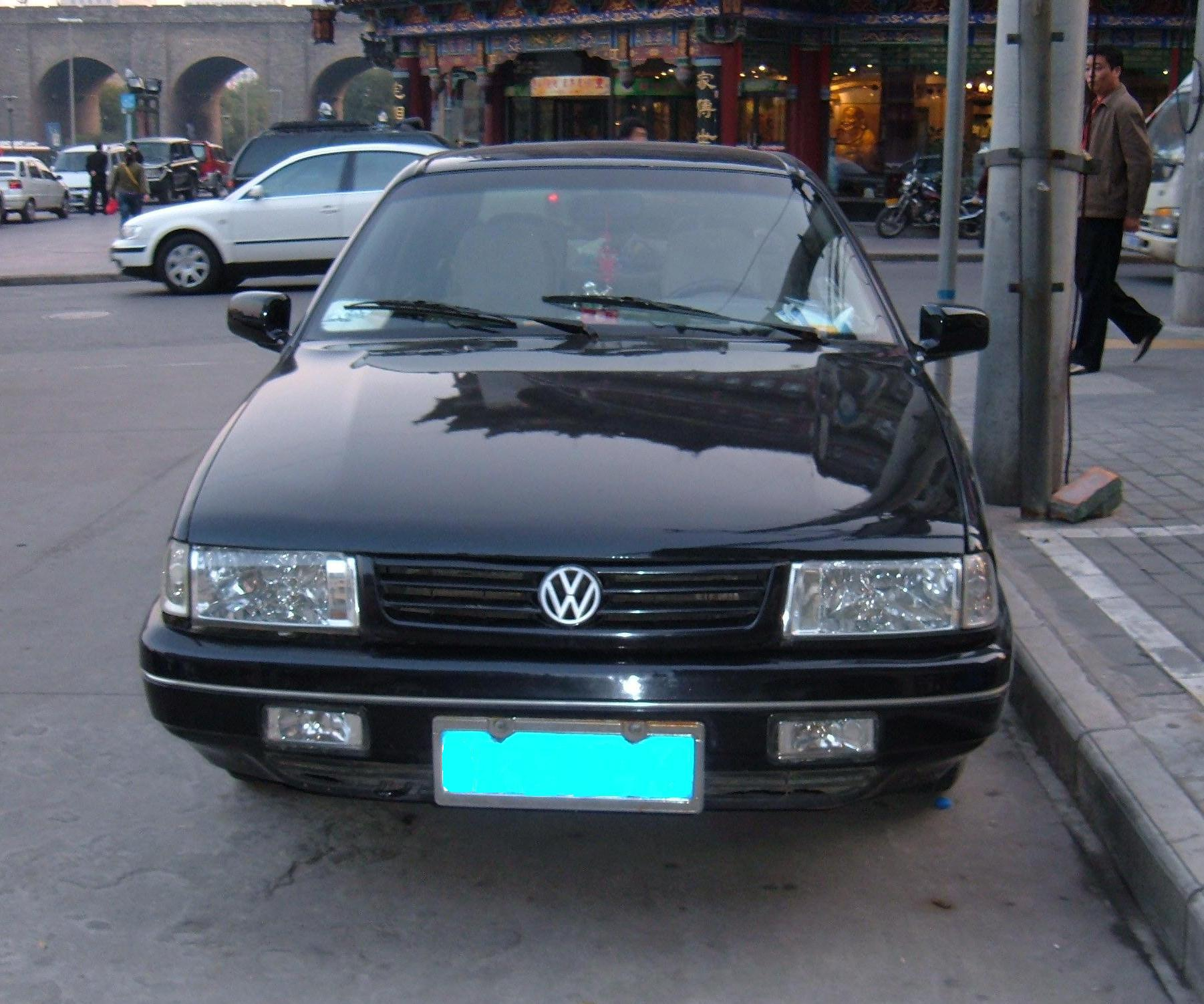
VW Santana 2000

### Produktion
Am 31. März 1988 endete die Produktion (die Syncro-Modelle wurden bis Juni weiter produziert) mit 3.345.248 in Emden und Brüssel gebauten Exemplaren. Die Weltproduktion belief sich auf etwa 4,5 Millionen Einheiten.

### Ottomotoren
| Modell  | Gemischbildung | Zylinder | Hubraum cm³ | Max. Leistung kW (PS) bei min−1 | Max. Drehmoment Nm bei min−1 | Motor- kenn- buchstaben | Katalysator | Bauzeit         | Bemerkungen                            |
| ------- | -------------- | -------- | ----------- | ------------------------------- | ---------------------------- | ----------------------- | ----------- | --------------- | -------------------------------------- |
| 1.3     | Vergaser       | 4        | 1272        | 40 (55) / 5800                  | 90 / 3400                    | FY                      | –           | 10/1980–07/1983 |                                        |
| 1.3     | Vergaser       | 4        | 1272        | 44 (60) / 5800                  | 95 / 3800                    | FZ                      | –           | 10/1980–07/1983 | Exportmodelle                          |
| 1.3     | Vergaser       | 4        | 1296        | 44 (60) / 5600                  | 100 / 3500                   | EP                      | –           | 08/1983–07/1986 |                                        |
| 1.6     | Vergaser       | 4        | 1588        | 48 (65) / 5000                  | 115 / 3000                   | WP                      | –           | 10/1980–12/1981 | Für Länder mit niedrigeren Oktanzahlen |
| 1.6     | Vergaser       | 4        | 1588        | 51 (70) / 5600                  | 121 / 3000                   | YY                      | –           | 10/1980–07/1981 | Für Österreich                         |
| 1.6     | Vergaser       | 4        | 1588        | 51 (70) / 5200                  | 123 / 3200                   | WVA                     | –           | 08/1981–07/1983 | Für Österreich                         |
| 1.6     | Vergaser       | 4        | 1588        | 55 (75) / 5600                  | 119 / 3000                   | WY                      | –           | 11/1980–07/1983 | Für Schweiz und Schweden               |
| 1.6     | Vergaser       | 4        | 1588        | 55 (75) / 5600                  | 121 / 3200                   | YN                      | –           | 10/1980–07/1981 |                                        |
| 1.6     | Vergaser       | 4        | 1588        | 55 (75) / 5600                  | 121 / 3200                   | WV                      | –           | 08/1981–07/1983 |                                        |
| 1.6     | Vergaser       | 4        | 1588        | 63 (85) / 5600                  | 127 / 3200                   | YP                      | –           | 02/1981–12/1982 |                                        |
| 1.6     | Vergaser       | 4        | 1595        | 51 (70) / 5200                  | 118 / 2700                   | PP                      | G-Kat       | 03/1987–03/1988 |                                        |
| 1.6     | Vergaser       | 4        | 1595        | 53 (72) / 5200                  | 120 / 2700                   | RL                      | U-Kat       | 04/1986–03/1988 |                                        |
| 1.6     | Vergaser       | 4        | 1595        | 55 (75) / 5500                  | 125 / 2500                   | JU                      | –           | 08/1983–07/1987 |                                        |
| 1.6     | Vergaser       | 4        | 1595        | 55 (75) / 5000                  | 125 / 2500                   | DT                      | –           | 08/1983–03/1988 |                                        |
| 1.7     | Vergaser       | 4        | 1715        | 54 (73) / 5000                  | 122 / 3000                   | WT                      | G-Kat       | 08/1981–07/1983 | Nur für die USA                        |
| 1.8     | Vergaser       | 4        | 1781        | 64 (87) / 5000                  | 143 / 3200                   | RM                      | U-Kat       | 10/1986–03/1988 |                                        |
| 1.8     | Vergaser       | 4        | 1781        | 66 (90) / 5200                  | 145 / 3300                   | DS                      | –           | 01/1983–03/1988 |                                        |
| 1.8     | Vergaser       | 4        | 1781        | 66 (90) / 5200                  | 145 / 3300                   | JV                      | –           | 08/1983–12/1987 |                                        |
| 1.8     | KE-Jetronic    | 4        | 1781        | 66 (90) / 5500                  | 137 / 3250                   | JN                      | G-Kat       | 01/1984–03/1988 |                                        |
| 1.8     | K-Jetronic     | 4        | 1781        | 82 (112) / 5800                 | 160 / 3500                   | DZ                      | –           | 03/1984–12/1984 |                                        |
| 1.9 (1) | Vergaser       | 5        | 1921        | 85 (115) / 5900                 | 154 / 3700                   | WN                      | –           | 10/1980–07/1983 |                                        |
| 2.0 (1) | K-Jetronic     | 5        | 1994        | 83 (113) / 5400                 | 160 / 3200                   | SK                      | U-Kat       | 04/1986–11/1986 |                                        |
| 2.0 (1) | K-Jetronic     | 5        | 1994        | 85 (115) / 5400                 | 160 / 3200                   | JS                      | –           | 08/1983–03/1988 |                                        |
| 2.0 (1) | K-Jetronic     | 5        | 1994        | 85 (115) / 5400                 | 160 / 3200                   | HP                      | –           | 08/1983–03/1988 | mit AGR; für Schweiz und Schweden      |
| 2.0 (1) | MPI            | 5        | 1994        | 103 (140) / 6400                | 175 / 4800                   | JD                      | G-Kat       | 01/1987–10/1989 | 20 Ventile; nur für Japan              |
| 2.1 (1) | K-Jetronic     | 5        | 2144        | 85 (115) / 5300                 | 168 / 4000                   | WE                      | –           | 04/1981–07/1983 | mit AGR; für Schweiz und Schweden      |
| 2.2 (1) | KE-Jetronic    | 5        | 2226        | 85 (115) / 5500                 | 165 / 2500                   | KX                      | G-Kat       | 08/1985–03/1988 |                                        |
| 2.2 (1) | K-Jetronic     | 5        | 2226        | 100 (136) / 5700                | 184 / 3550                   | KV                      | –           | 01/1985–03/1988 |                                        |
| 2.2 (1) | K-Jetronic     | 5        | 2226        | 100 (136) / 5700                | 184 / 3550                   | HY                      | –           | 08/1984–03/1988 | mit AGR; für Schweiz und Schweden      |
| 2.2 (1) | KE-Jetronic    | 5        | 2226        | 88 (120) / 5500                 | 170 / 3000                   | JT                      | G-Kat       | 08/1985–07/1988 | nur für Syncro                         |

### Dieselmotoren
| Modell      | Aufladung                           | Zylinder | Hubraum cm³ | Max. Leistung kW (PS) bei min−1 | Max. Drehmoment Nm bei min−1 | Motor- kenn- buchstabe | Bauzeit         | Bemerkungen                                      |
| ----------- | ----------------------------------- | -------- | ----------- | ------------------------------- | ---------------------------- | ---------------------- | --------------- | ------------------------------------------------ |
| 1.6 D (1)   | Freisaugend                         | 4        | 1588        | 40 (54) / 4800                  | 102 / 2000                   | CR                     | 10/1980–07/1982 |                                                  |
| 1.6 D (1)   | Freisaugend                         | 4        | 1588        | 40 (54) / 4800                  | 100 / 2300                   | JK                     | 08/1982–03/1988 |                                                  |
| 1.6 TD (1)  | Abgasturbolader                     | 4        | 1588        | 51 (70) / 4500                  | 133 / 2500                   | CY                     | 08/1981–03/1988 |                                                  |
| 1.6 TD (1)  | Abgasturbolader                     | 4        | 1588        | 51 (70) / 4500                  | 133 / 2800                   | MD                     | 08/1984–07/1985 | Nur für die USA                                  |
| 1.6 TDS (1) | Abgasturbolader mit Ladeluftkühlung | 4        | 1588        | 59 (80) / 4500                  | 155 / 2600                   | RA                     | 05/1986–03/1988 | nur in Testfahrzeugen verbaut, später im Golf II |

## Produktionszahlen Passat B2
Gesamtproduktion Passat Fahrzeuge in Deutschland von 1980 bis 1988
Modellwechsel zum Passat B3 im Frühjahr 1988. Passat B1 ca. 1.588.400; Passat B2 ca. 1.299.900; Santana 198.505; Summe Passat B1+B2+Santana in Deutschland= ca. 3.086.800 bis März 1988.
| Jahr              | 1980              | 1981    | 1982    | 1983    | 1984    | 1985    | 1986    | 1987    | 1988              | Summe        |
| ----------------- | ----------------- | ------- | ------- | ------- | ------- | ------- | ------- | ------- | ----------------- | ------------ |
| 2 Türen           | 16.529 ca.4.100   | 5.201   | 8.792   | 6.208   | 3.180   |         |         |         |                   | ca.27.480    |
| 4 Türen           | 67.238 ca.16.800  | 107.035 | 67.762  | 64.829  | 61.672  | 59.120  | 76.027  | 66.488  | 132.603 ca.33.200 | ca.552.900   |
| Variant           | 70.581 ca.17.700  | 86.669  | 83.066  | 101.343 | 78.878  | 100.277 | 115.996 | 115.615 | 79.414 ca.19.900  | ca.719.500   |
| Summe D           | 154.348 ca.38.600 | 198.905 | 159.620 | 172.380 | 143.730 | 159.397 | 192.023 | 189.103 | 212.017 ca.53.100 | ca.1.299.900 |
| weitere Standorte | 111.279 (B1)      | 62.930  | 60.175  | 71.793  | 110.842 | 154.684 | 159.616 | 78.260  | 68.554 ca.40.000  | ca.738.300   |
| Weltproduktion    | 265.627           | 261.835 | 219.795 | 244.173 | 254.572 | 314.081 | 351.639 | 267.363 | 280.571           |              |

## Ausstattungslinien

### Vor 1982

#### Passat
- Passat = Grundmodell mit 1,3-Liter-Motor
- S = Grundmodell mit 1,6-Liter-Motor
- D = Grundmodell mit Dieselmotor
- L = L-Ausstattung mit 1,3-Liter-Motor
- LS = L-Ausstattung mit 1,6-Liter-Motor
- L5S (bis 03/81) bzw. LS5 (ab 03/1981) = L-Ausstattung mit Fünfzylinder-Motor
- LD = L-Ausstattung mit Dieselmotor
- GL = GL-Ausstattung mit 1,3-Liter-Motor
- GLS = GL-Ausstattung mit 1,6-Liter-Motor
- GL5S (bis 03/81) bzw. GLS5 (ab 03/1981) = GL-Ausstattung mit Fünfzylinder-Motor
- GLD = GL-Ausstattung mit Dieselmotor

#### Santana
- CL = L-Ausstattung
- CL5 = L-Ausstattung mit Fünfzylinder-Motor
- GL = GL-Ausstattung
- GL5 = GL-Ausstattung mit Fünfzylinder-Motor

### Ab 1982

#### Passat
- Passat = Grundmodell ab Modelljahr 1987
- C = Grundmodell bis Modelljahr 1986
- CL = L-Ausstattung
- CL5 = L-Ausstattung mit Fünfzylinder-Motor bis 12/1984
- GL = GLS-Ausstattung
- GL5 = GLS-Ausstattung mit Fünfzylinder-Motor bis 12/1984
- Carat = Carat-Ausstattung
- GT = GT-Ausstattung

#### Santana
- CX = Grundausstattung (ab 8/83)
- LX = L-Ausstattung
- LX5 = L-Ausstattung mit Fünfzylinder-Motor
- GX = GL-Ausstattung
- GX5 = GL-Ausstattung mit Fünfzylinder-Motor